# Горн (остров)
Горн (исп. Isla Hornos) — остров в южной части архипелага Огненная Земля, принадлежит Чили и входит в провинцию чилийская Антарктика. На острове находится знаменитый мыс Горн. Остров известен как самая южная часть Южной Америки однако на самом деле таковыми являются острова Диего-Рамирес. Остров Горн принадлежит к группе островов Эрмит (исп. Islas Hermite) относящихся к архипелагу Огненная Земля.
На острове находится база чилийского флота: маяк, часовня, жилые и подсобные здания. Рядом с базой находится памятник — скульптура в виде силуэта альбатроса как память морякам, погибшим при попытках обогнуть мыс Горн. Образ альбатроса отражает поверье, что в эту птицу превращается душа погибшего моряка. Памятник был создан в 1992 году скульптором Хосе Бальсельсом (José Balcells) и воздвигнут чилийским отделом Братства капитанов мыса Горн. На памятнике размещено стихотворение чилийской поэтессы Сары Виаль (Sara Vial). Остров входит в состав национального парка (исп. Parque nacional Cabo de Hornos).
Остров состоит в основном из гранита мелового периода, на северо-западе острова находятся вулканические скалы юрского периода. В низинах острова растёт торфяной мох.

## Климат
Средняя температура: 5,3 °C
Максимальная зарегистрированная температура: 20,5 °C (февраль 1996)
Минимальная зарегистрированная температура: −14.5 °C (июнь 1992)
Средняя относительная влажность: 86,4 %
Среднее направление ветра: 264°
Средняя скорость ветра: 84 узла
Максимальная скорость ветра: 119 узлов (август 1995)
Среднее ежегодное количество осадков: 697,5 мм.
Максимальное количество осадков: 1263,2 мм (1990 год)